# ВК Медвешчак
Ватерполски клуб Медвешчак је хрватски ватерполо клуб из Загреба. Тренутно се такмичи у Првој лиги Хрватске и у Јадранској лиги.

## Историја
Клуб је настао 1946. године у склопу пливачке секције спортског друштва Славија. Исте године секција почиње да делује под називом Динамо. Године 1948. клуб је преименован у Напријед, а 1951. је по први пут изборио место у највишем рангу. Године 1961. клуб је коначно добио назив Медвешчак, а 1966. је освојио Зимско првенство Југославије. Од 1973. до 1984. године клуб није био активан.

## Успеси

### Национални
- Зимско првенство Југославије:
  - Првак (1): 1966.